# 翳りの讃歌
「翳りの讃歌」(かげりのさんか)は、日本のユニット・文藝天国の4作目の配信限定シングル。
2021年10月27日にbungei recordsから配信された。